# Mistrzostwa Polski w Boksie 2002
73. Mistrzostwa Polski w Boksie 2002 (mężczyzn) odbyły się w dniach 9-14 kwietnia 2002 w Białymstoku.

## Medaliści
| Kategoria:                        | Złoto:                                  | Srebro:                                   | Brąz:                                                                        |
| waga papierowa (do 48 kg)         | Przemysław Roczniak (Hetman Białystok)  | Wojciech Ziora (Walka Zabrze)             | Patryk Krak (Walka Zabrze) Artur Wilk (Gwardia Wrocław)                      |
| waga musza (do 51 kg)             | Andrzej Rżany (Gwardia Wrocław)         | Przemysław Maszczyk (06 Kleofas Katowice) | Michał Jurek (06 Kleofas Katowice) Krzysztof Rogowski (PKB Poznań)           |
| waga kogucia (do 54 kg)           | Mariusz Dziembowski (Hetman Białystok)  | Przemysław Siga (Energetyk Jaworzno)      | Zbigniew Kołacz (Energetyk Jaworzno) Tomasz Krzywda (Gwardia Kielce)         |
| waga piórkowa (do 57 kg)          | Krzysztof Szot (Imex Jastrzębie)        | Marcin Łęgowski (OSiR Chojnice)           | Damian Ławniczak (PKB Poznań) Jarosław Pietrzyk (Imex Jastrzębie)            |
| waga lekka (do 60 kg)             | Mariusz Głażewski (Hetman Białystok)    | Aleksander Nycz (Gwarek Łęczna)           | Marcin Hertlein (Imex Jastrzębie) Rafał Sikora (Walka Zabrze)                |
| waga lekkopółśrednia (do 63,5 kg) | Artur Bojanowski (Wda Świecie)          | Krzysztof Chudecki (PKB Poznań)           | Sławomir Malinowski (niestowarzyszony) Paweł Spryszyński (Zawisza Bydgoszcz) |
| waga półśrednia (do 67 kg)        | Mariusz Cendrowski (Energetyk Jaworzno) | Paweł Głażewski (Hetman Białystok)        | Paweł Jas (Gwardia Wrocław) Przemysław Sobczak (Gwarek Łęczna)               |
| waga lekkośrednia (do 71 kg)      | Mirosław Nowosada (Hetman Białystok)    | Artur Zwarycz (Gwardia Wrocław)           | Krystian Borucki (Zawisza Bydgoszcz) Arkadiusz Małek (06 Kleofas Katowice)   |
| waga średnia (do 75 kg)           | Paweł Kakietek (Gwardia Warszawa)       | Piotr Wilczewski (Hetman Białystok)       | Sebastian Kalaczyński (Imex Jastrzębie) Józef Miłkowski (Cristal Białystok)  |
| waga półciężka (do 81 kg)         | Robert Gortat (Energetyk Jaworzno)      | Aleksy Kuziemski (Hetman Białystok)       | Paweł Bukalski (Gwardia Warszawa) Krzysztof Zimnoch (Cristal Białystok)      |
| waga ciężka (do 91 kg)            | Adam Roguszka (Zawisza Bydgoszcz)       | Michał Kwietniewski (Gwardia Wrocław)     | Piotr Mytych (06 Kleofas Katowice) Łukasz Rusiewicz (OSiR Starogard Gdański) |
| waga superciężka (powyżej 91 kg)  | Grzegorz Kiełsa (Hetman Białystok)      | Tomasz Zeprzałka (Imex Jastrzębie)        | Marcin Karpiński (Zawisza Bydgoszcz) Mariusz Wach (Tomex Kraków)             |